# Pitons de Bouillante
Pitons de Bouillante är en bergstopp i Guadeloupe (Frankrike). Den ligger i den sydvästra delen av Guadeloupe, 15 km norr om huvudstaden Basse-Terre. Toppen på Pitons de Bouillante är 1 064 meter över havet, eller 233 meter över den omgivande terrängen. Bredden vid basen är 3,0 km. Pitons de Bouillante ingår i Les Mamelles.
Terrängen runt Pitons de Bouillante är huvudsakligen lite bergig. Runt Pitons de Bouillante är det ganska tätbefolkat, med 192 invånare per kvadratkilometer. Närmaste större samhälle är Petit-Bourg, 15,5 km öster om Pitons de Bouillante. I omgivningarna runt Pitons de Bouillante växer i huvudsak städsegrön lövskog.